# Rowlands Gill
Rowlands Gill är en ort i Storbritannien.   Den ligger i distriktet Gateshead i Tyne and Wear i riksdelen England, i den centrala delen av landet, 400 km norr om huvudstaden London. Rowlands Gill ligger 58 meter över havet och antalet invånare är 5 541.
Terrängen runt Rowlands Gill är varierad. Runt Rowlands Gill är det tätbefolkat, med 735 invånare per kvadratkilometer. Närmaste större samhälle är Newcastle upon Tyne, 10,3 km nordost om Rowlands Gill. I omgivningarna runt Rowlands Gill växer i huvudsak blandskog.